# Nguyễn Phúc Nhu Thuận
Nguyễn Phúc Nhu Thuận (chữ Hán: 阮福柔順; 21 tháng 4 năm 1819 – 18 tháng 10 năm 1840), phong hiệu Phong Hòa Công chúa (豐禾公主), là một công chúa con vua Minh Mạng nhà Nguyễn trong lịch sử Việt Nam.

## Tiểu sử
Hoàng nữ Nhu Thuận sinh ngày 27 tháng 3 (âm lịch) năm Kỷ Mão (1819), là con gái thứ tám của vua Minh Mạng, mẹ là Ngũ giai An tần Hồ Thị Tùy. Nhu Thuận là con đầu lòng của bà An tần, là chị cùng mẹ với 3 hoàng tử: Tương An Quận vương Miên Bảo, Nghĩa Quốc công Miên Tể và Hòa Thạnh vương Miên Tuấn.
Năm Minh Mạng thứ 21, Canh Tý (1840), ngày 23 tháng 9 (âm lịch), công chúa Nhu Thuận qua đời khi mới 22 tuổi, chưa kết hôn. Vua Minh Mạng truy tặng con gái làm Phong Hòa Công chúa (豐禾公主), ban tên thụy là Đoan Diễm (端艷).
Mộ của công chúa Nhu Thuận được táng tại làng Cư Chính (nay thuộc phường Thủy Biều, thành phố Huế), cạnh tẩm mộ của hai người em là Tương An Quận vương Miên Bảo và Nghĩa Quốc công Miên Tể. Lúc đầu, bà được thờ tại đền Triển Thân, năm Hàm Nghi thứ nhất (1885) cho hợp thờ ở đền Thân Huân.